# Ordre de Souvorov
Pour les articles homonymes, voir Souvorov (homonymie).
Pour un article plus général, voir Titres honorifiques, ordres, décorations et médailles de l'Union soviétique.
L'ordre de Souvorov (en russe : Орден Суворова, Orden Souvorova) était l'une des plus hautes récompenses militaires de l'Union soviétique. Elle a été créée en 1942 et nommée en l'honneur du maréchal Alexandre Souvorov (1729–1800).

## Historique
Cet ordre fut créé par décision du Præsidium du Soviet suprême de l'URSS, le 24 juillet 1942, pour récompenser les officiers des forces terrestres et aériennes, qui par leurs actions, seraient venus à bout de forces ennemies supérieures en puissance et effectifs.
Le premier récipiendaire de l'ordre de Souvorov de 1re classe fut le maréchal Gueorgui Joukov, le 28 janvier 1943. L'ordre de Souvorov de 1re classe fut aussi décerné aux maréchaux français Kœnig et de Lattre de Tassigny. Ievdokia Berchanskaïa, commandante du 588 NBAP de l'Armée rouge est la seule femme à avoir reçu cette distinction.

## Description de l'ordre de 1942 à 2010

### Classes
Cette décoration comprenait trois classes :
- 1re classe : destinée uniquement aux généraux du plus haut rang, groupe d'armées et armées;
- 2e classe : destinée uniquement aux commandants de corps d'armée, divisions et brigades;
- 3e classe : destinée uniquement aux commandants de régiments et bataillons.

Elle pouvait être attribuée à des étrangers.

### Décoration
Cette décoration se présentait sous la forme d'une étoile en platine, la pointe du haut étant frappée d'une étoile rouge, directement fixée sur l'uniforme avec un écrou. Au centre se trouvait un médaillon doré avec un portrait du maréchal Alexandre Souvorov, surmontant une couronne de lauriers et de feuilles de chêne et surmonté de son nom en lettres cyrilliques.

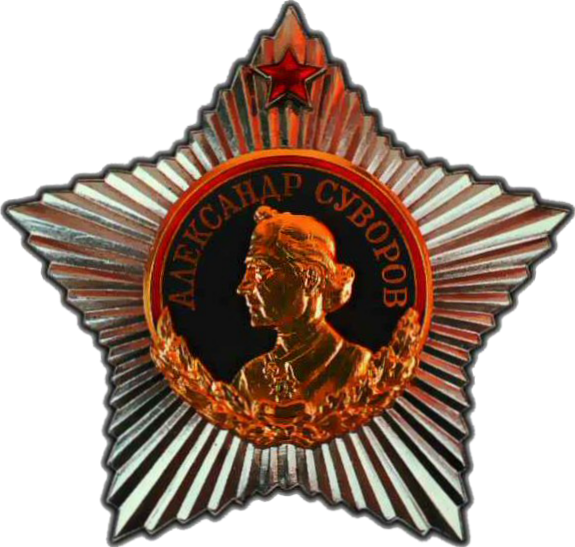
Ordre de Souvorov de 1re classe.
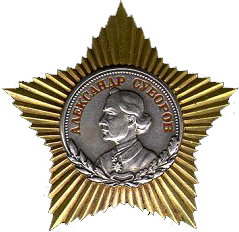
Ordre de Souvorov de 2e classe.
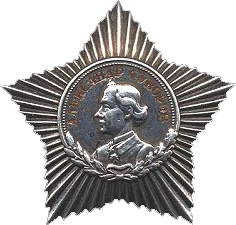
Ordre de Souvorov de 3e classe.

Lorsque les plaques (étoiles) n'étaient pas directement portées, un système de ruban de rappel différent en fonction des classes permettait de voir la classe obtenue par son récipiendaire sur un placard :

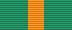
1re classe
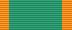
2e classe
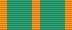
3e classe

## Évolution de l'ordre
À la suite de la dislocation de l'Union soviétique, en 1991, l'ordre fut conservé tel quel par la Décision 2557-I du Soviet suprême de la fédération de Russie du 20 mars 1992. L'ordre ne fut pas décerné sous cette forme sous la fédération de Russie. Le décret présidentiel 1099 du 7 septembre 2010 modernisa et réorganisa le système de récompenses d'État l'éloignant finalement de ses racines soviétiques. L'ordre de Souvorov fut ainsi modifié en une seule classe et sa médaille est désormais suspendue à un ruban.